# Papuanticlea horia
Papuanticlea horia là một loài bướm đêm trong họ Geometridae.